# Classmates.com
Classmates.com（クラスメイツドットコム）は、アメリカ合衆国のソーシャル・ネットワーキング・サービス。1995年に開設され、Classmates Onlineにより運営されている。学校別、地名別にメンバーを探すことができる。オーストリア、ドイツ、スウェーデンはStayfriends、フランスのTrombiと提携している。2004年にユナイテッド・オンライン（United Online）に買収された。